# عمير جلبوع
عمير جلبوع (بالعبرية: אמיר גלבע) (25 سبتمبر 1917 - 2 سبتمبر 1984) شاعر إسرائيلي. حصل على جائزة إسرائيل للأدب عام 1982.

## حياته
وُلِد باسم بيرل فيلدمان لعائلة يهودية في راديويلو (وهي حاليا راديفيليف في فولينيا) في أوكرانيا. وهاجر إلى فلسطين في عام 1937. وفي عام 1942، شارك في الحرب العالمية الثانية في اللواء اليهودي في الجيش البريطاني. وفي عام 1948، شارك في حرب الاستقلال الإسرائيلية. وتوفي عام 1984 في مستشفى بيلينسون في بتاح تكفا بسبب مضاعفات مرض نقص تروية القلب.

## عمله الأدبي
في عام 1949، نشر ديواناً بعنوان «الأراضي السبع» عن تجاربه في أيام الحرب. ورسخ هذا الديوان بجانب ديوان «أغاني الصباح الباكر» المنشور عام 1953، شهرته كشاعرعبري رائد. وتأثر في أعماله المبكرة بأفراهام شلونسكي وناتان ألترمان، لا سيما في استخدامه للعبرية القديمة التوراتية. لكن لاحقا أصبحت لغته أكثر عامية، بكثير من القوافي، والتلاعب بالكلمات والتعليقات الساخرة.

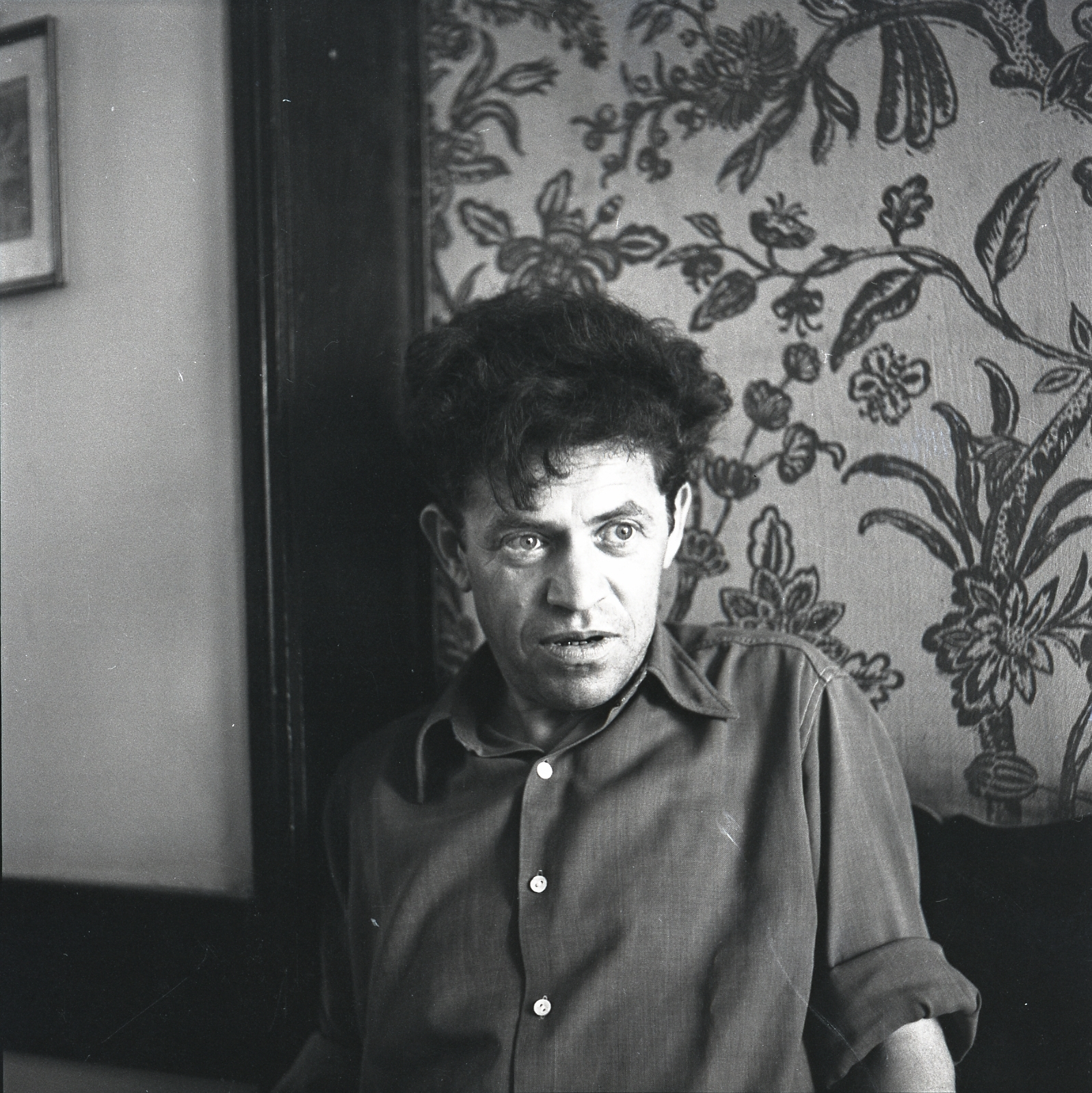
جلبوع ، 1953

ونشر في عام 1968 كتاب «أردت أن أكتب شفاه النائمين»، وهو كتاب عن الشعر وعن أفكار الشاعر. 

## جوائز وتقدير

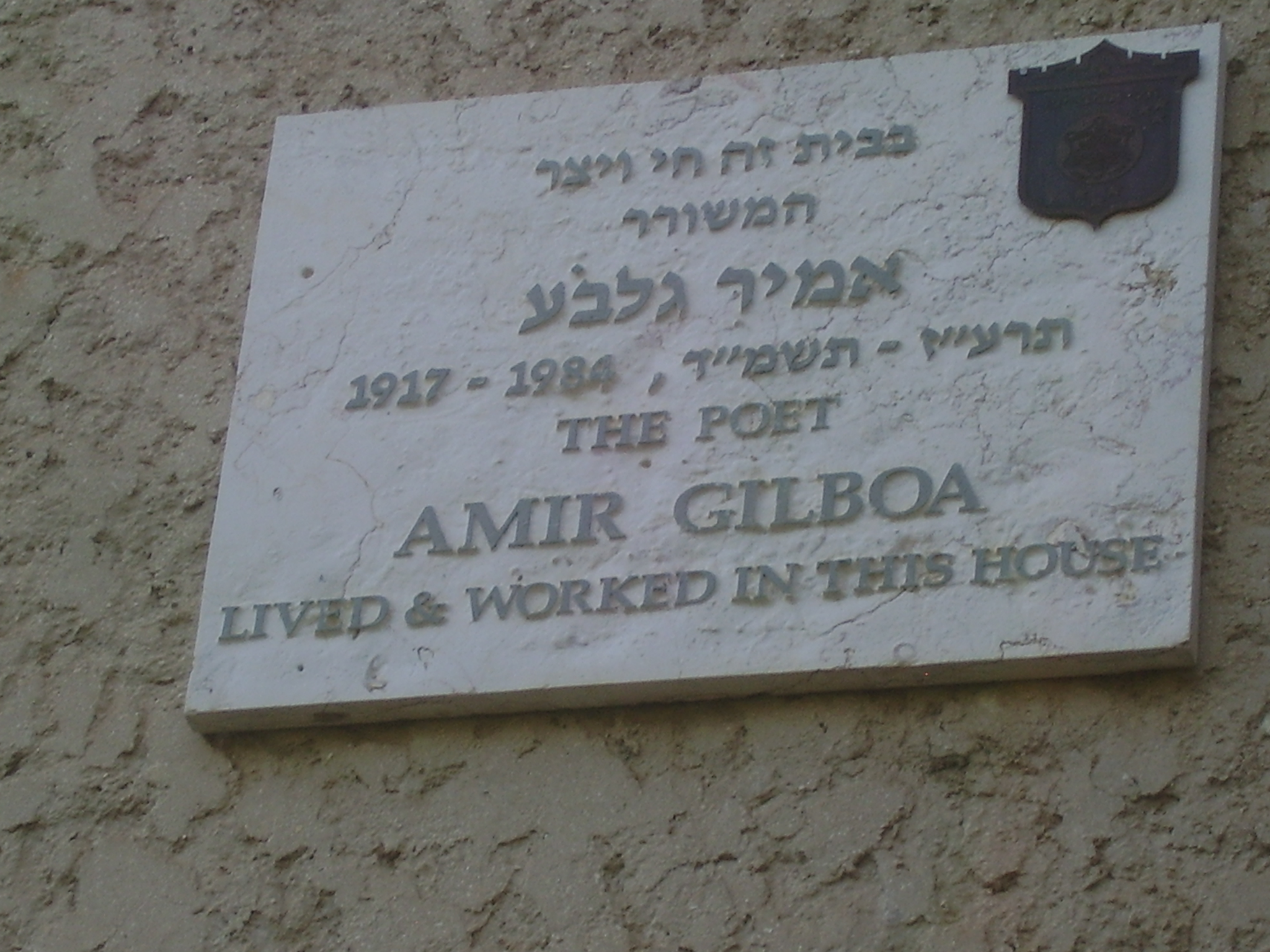
لوحة تذكارية على منزل جلبوع في تل أبيب

- في عام 1971، مُنح جلبوع جائزة بياليك للأدب.[5]
- في عام 1982 نال جائزة إسرائيل للشعر العبري.[6]